# Sketchfab
Sketchfabとは3D、VR、ARコンテンツを公開、共有、売買するためのプラットフォームである。3Dモデルをウェブ上で表示することやモバイルブラウザ、デスクトップブラウザ、バーチャル・リアリティヘッドセットで閲覧ができるWebGLとWebVRを基にしたビューアを提供している。
運営企業は今日、パリとニューヨーク市を拠点においていて、Spring 2013 TechStars New York Cityスタートアップアクセラレータープログラムに参加し、2013年12月に200万ドル、2015年6月に700万ドルを調達した。
2021年7月21日に同サービスはEpic Games社の傘下となった。

## サービス
主要商品は3DとVRモデルビューアであり、マウスやタッチ操作もしくはバーチャル・リアリティ内でモデルの周囲や3Dシーン内を自由に動くことができる。静的な3Dモデルに加えて、3Dアニメーションを再生したり操作したりすることもできる。また、バーチャル・リアリティヘッドセットで閲覧することができるモデルを作成するバーチャル・リアリティモードにすることも可能である。
3DビューアはSketchfabのウェブサイトとモバイルアプリケーションで使用するが、Facebook、Twitter、Wordpressといった外部サイトで組み込むこともできる。
また、オンラインやモバイルコミュニティ・ポータルも設けていて、ユーザーが作成した3Dモデルを閲覧したり、評価したり、ダウンロードもしくは購入することができる。またバーチャル・リアリティ内で閲覧することもできる。
ユーザーはプロフィールページを作成することができ、プレミアムユーザーは非公開でモデルをカスタマイズしたり共有することができる。並びにユーザーは作成した3Dモデルのファイルをクリエイティブ・コモンズ・ライセンス下でダウンロードできるようにするか、Sketchfabストアで販売することができる。販売もしくはダウンロードできるコンテンツと共にSketchfabは一部モデルと3D印刷との両立で成立した3D印刷市場のような3Dモデル市場に位置づけられている。
選んだSketchfabのモデルはGoogle Cardboard、Samsung Gear VR、HTC Vive、Oculus RiftといったVRヘッドセットに対応したネイティブアプリケーションで使用することができる。
iOSのARKit APIやAndroidのARCoreで仮想現実内の3Dモデルをモバイルアプリケーションで閲覧することができる。
3DモデルはSketchfabのウェブサイトに直接的にアップロードしたり3DCGソフトウェアでプラグインを使うか（例としてAutodesk 3ds MaxやSketchUp）、ネイティブ対応ソフト（BlenderやAdobe Photoshop）でアップロードすることもできる。
2018年3月、開発者がSketchfabのライブラリにあるクリエイティブ・コモンズライセンスの3Dモデルを検索してダウンロードすることができる「ダウンロードAPI」がお披露目された。

## 技術
Sketchfabは全てのメジャーなブラウザで3Dをウェブページ上に表示するためにWebGL JavaScriptを使用していて、サードパーティプラグインを使用しない。
また、対応しているVRヘッドセットのビューアのバーチャル・リアリティモードを提供するためのWebVR JavaScript APIも実装している。
3DビューアはオープンソースのOSG.JS JavaScriptライブラリを使用していて、Sketchfabの従業員がライブラリの開発と維持を行っている。レンダリングは従来のリアルタイムレンダリングや物理ベースレンダリングを使っている。

## 企業
初期のSketchfabは2011年初めに起業家で3D開発者のセドリック・ピンソンがShowWebGLというドメインネームで開始した2012年初めアルバン・デノイエルが参加し、2012年3月にSketchfabとして再スタートした。同年9月にピエール＝アントイネ・パセットがCPOとして参加した。

### 成長

#### ユーザー数
| 日付       | ユーザー数 (自社発表) |
| ---------- | --------------------- |
| 2013年8月  | 50,000                |
| 2013年12月 | 100,000               |
| 2016年1月  | 300,000               |
| 2016年7月  | 500,000               |
| 2017年3月  | 800,000               |
| 2017年7月  | 1,000,000             |
| 2018年3月  | 1,500,000             |
| 2018年11月 | 2,000,000             |

#### 3Dモデル数
| 日付       | 3Dモデル数 (自社発表) |
| ---------- | --------------------- |
| 2014年4月  | 100,000               |
| 2014年11月 | 200,000               |
| 2016年1月  | 500,000               |
| 2016年5月  | 750,000               |
| 2016年7月  | 900,000               |
| 2016年9月  | 1,000,000             |
| 2017年2月  | 1,320,000             |
| 2017年11月 | 2,000,000             |
| 2018年3月  | 2,500,000             |
| 2018年7月  | 3,000,000             |

### スタートアップアクセラレーター
スタートアップは2012年6月に行われたフランスのスタートアップアクセラレーターであるLe Campingの第3バッチの一環だった。後に同年に渡って行われたMozillaのWebFWDアクセラレータープログラムに選出された。翌年、Spring 2013 TechStars class in New York Cityに選出された。

### 資金調達
2013年2月、エンジェルラウンドで37万ユーロを調達した、1年足らずの同年12月、バルデントン・キャピタル、パーテック・ベンチャーズ、デヴィッド・コヘン、再度参加したエンジェル投資家から200万ドルを調達した。2015年6月、ファーストマーク・キャピタル主導のシリーズAで700万ドルを調達した。2018年12月、Oculus VRの初代CEOで共同設立者のブレンダン・イリベがSketchfabに投資した。

### 受賞
- Top 8 at Pioneers Festival 2012[63]
- Best “Lightweight” Startup, the Europas Awards 2013[64]